# Honda Indy Grand Prix of Alabama de 2011
O Honda Indy Grand Prix of Alabama de 2011 foi a segunda corrida da temporada de 2011 da IndyCar Series. A corrida foi disputada no dia 10 de abril no Barber Motorsports Park, localizado na cidade de Birmingham, Alabama. O vencedor foi o australiano Will Power, da equipe Penske.

## Pilotos e Equipes
| Nº | Piloto                 | Equipe                       | Chassis | Motor | Pneu |
| -- | ---------------------- | ---------------------------- | ------- | ----- | ---- |
| 2  | Oriol Servià           | Newman/Haas Racing           | Dallara | Honda | F    |
| 3  | Hélio Castroneves      | Team Penske                  | Dallara | Honda | F    |
| 4  | J. R. Hildebrand (R)   | Panther Racing               | Dallara | Honda | F    |
| 5  | Takuma Sato            | KV Racing Technology - Lotus | Dallara | Honda | F    |
| 6  | Ryan Briscoe           | Team Penske                  | Dallara | Honda | F    |
| 7  | Danica Patrick         | Andretti Autosport           | Dallara | Honda | F    |
| 9  | Scott Dixon            | Chip Ganassi Racing          | Dallara | Honda | F    |
| 10 | Dario Franchitti       | Chip Ganassi Racing          | Dallara | Honda | F    |
| 12 | Will Power             | Team Penske                  | Dallara | Honda | F    |
| 14 | Vitor Meira            | A. J. Foyt Enterprises       | Dallara | Honda | F    |
| 17 | Raphael Matos          | AFS Racing                   | Dallara | Honda | F    |
| 18 | James Jakes (R)        | Dale Coyne Racing            | Dallara | Honda | F    |
| 19 | Sébastien Bourdais (R) | Dale Coyne Racing            | Dallara | Honda | F    |
| 22 | Justin Wilson          | Dreyer & Reinbold Racing     | Dallara | Honda | F    |
| 24 | Simon Pagenaud (R)     | Dreyer & Reinbold Racing     | Dallara | Honda | F    |
| 26 | Marco Andretti         | Andretti Autosport           | Dallara | Honda | F    |
| 27 | Mike Conway            | Andretti Autosport           | Dallara | Honda | F    |
| 28 | Ryan Hunter-Reay       | Andretti Autosport           | Dallara | Honda | F    |
| 34 | Sebastian Saavedra (R) | Conquest Racing              | Dallara | Honda | F    |
| 38 | Graham Rahal           | Chip Ganassi Racing          | Dallara | Honda | F    |
| 59 | E. J. Viso             | KV Racing Technology - Lotus | Dallara | Honda | F    |
| 77 | Alex Tagliani          | Sam Schmidt Motorsports      | Dallara | Honda | F    |
| 78 | Simona de Silvestro    | HVM Racing                   | Dallara | Honda | F    |
| 82 | Tony Kanaan            | KV Racing Technology - Lotus | Dallara | Honda | F    |
| 83 | Charlie Kimball (R)    | Chip Ganassi Racing          | Dallara | Honda | F    |
| 06 | James Hinchcliffe (R)  | Newman/Haas Racing           | Dallara | Honda | F    |

- (R) - Rookie

## Resultados

### Treino classificatório
| Pos.      | Nº | Piloto                 | Equipe                       | Q1        | Q1        | Q2        | Q3        |
| Pos.      | Nº | Piloto                 | Equipe                       | Grupo 1   | Grupo 2   | Q2        | Q3        |
| --------- | -- | ---------------------- | ---------------------------- | --------- | --------- | --------- | --------- |
| 1         | 12 | Will Power             | Team Penske                  | 1:11.6683 |           | 1:11.3642 | 1:11.4546 |
| 2         | 6  | Ryan Briscoe           | Team Penske                  | 1:11.7811 |           | 1:11.4142 | 1:11.7361 |
| 3         | 9  | Scott Dixon            | Chip Ganassi Racing          |           | 1:11.8418 | 1:11.3039 | 1:12.8826 |
| 4         | 3  | Hélio Castroneves      | Team Penske                  | 1:11.8740 |           | 1:11.4043 | 1:12.1247 |
| 5         | 22 | Justin Wilson          | Dreyer & Reinbold Racing     |           | 1:12.1591 | 1:11.6825 | 1:12.3085 |
| 6         | 2  | Oriol Servià           | Newman/Haas Racing           | 1:11.8679 |           | 1:11.7074 | 1:12.4394 |
| 7         | 10 | Dario Franchitti       | Chip Ganassi Racing          | 1:11.6913 |           | 1:11.7090 |           |
| 8         | 06 | James Hinchcliffe (R)  | Newman/Haas Racing           |           | 1:12.2447 | 1:11.8183 |           |
| 9         | 26 | Marco Andretti         | Andretti Autosport           |           | 1:12.2115 | 1:11.8672 |           |
| 10        | 38 | Graham Rahal           | Chip Ganassi Racing          | 1:11.9373 |           | 1:11.9712 |           |
| 11        | 5  | Takuma Sato            | KV Racing Technology – Lotus |           | 1:12.4087 | 1:12.1667 |           |
| 12        | 77 | Alex Tagliani          | Sam Schmidt Motorsports      |           | 1:12.3780 | 1:12.3485 |           |
| 13        | 78 | Simona de Silvestro    | HVM Racing                   | 1:12.2559 |           |           |           |
| 14        | 17 | Raphael Matos          | AFS Racing                   |           | 1:12.4094 |           |           |
| 15        | 4  | J. R. Hildebrand (R)   | Panther Racing               | 1:12.2684 |           |           |           |
| 16        | 27 | Mike Conway            | Andretti Autosport           |           | 1:12.5191 |           |           |
| 17        | 28 | Ryan Hunter–Reay       | Andretti Autosport           | 1:12.3370 |           |           |           |
| 18        | 59 | E. J. Viso             | KV Racing Technology – Lotus |           | 1:12.6582 |           |           |
| 19        | 14 | Vitor Meira            | A. J. Foyt Enterprises       | 1:12.5677 |           |           |           |
| 20        | 19 | Sébastien Bourdais     | Dale Coyne Racing            |           | 1:12.6896 |           |           |
| 21        | 83 | Charlie Kimball (R)    | Chip Ganassi Racing          | 1:12.5857 |           |           |           |
| 22        | 7  | Danica Patrick         | Andretti Autosport           |           | 1:12.7257 |           |           |
| 23        | 24 | Simon Pagenaud (R)     | Dreyer & Reinbold Racing     | 1:12.5900 |           |           |           |
| 24        | 82 | Tony Kanaan            | KV Racing Technology – Lotus |           | 1:12.8892 |           |           |
| 25        | 18 | James Jakes (R)        | Dale Coyne Racing            | 1:12.7147 |           |           |           |
| 26        | 34 | Sebastian Saavedra (R) | Conquest Racing              |           | 1:13.0858 |           |           |
| Relatório |    |                        |                              |           |           |           |           |

- (R) - Rookie

### Corrida
| Pos       | Nº | Piloto                 | Equipe                       | Voltas | Tempo        | Largada | Voltas na Liderança | Pontos |
| --------- | -- | ---------------------- | ---------------------------- | ------ | ------------ | ------- | ------------------- | ------ |
| 1         | 12 | Will Power             | Team Penske                  | 90     | 2:14:42.9523 | 1       | 90                  | 53     |
| 2         | 9  | Scott Dixon            | Chip Ganassi Racing          | 90     | +3.3828      | 3       | 0                   | 40     |
| 3         | 10 | Dario Franchitti       | Chip Ganassi Racing          | 90     | +15.5243     | 7       | 0                   | 35     |
| 4         | 26 | Marco Andretti         | Andretti Autosport           | 90     | +28.9601     | 9       | 0                   | 32     |
| 5         | 2  | Oriol Servià           | Newman/Haas Racing           | 90     | +29.8817     | 6       | 0                   | 30     |
| 6         | 82 | Tony Kanaan            | KV Racing Technology - Lotus | 90     | +30.3853     | 24      | 0                   | 28     |
| 7         | 3  | Hélio Castroneves      | Team Penske                  | 90     | +30.7807     | 4       | 0                   | 26     |
| 8         | 24 | Simon Pagenaud (R)     | Dreyer & Reinbold Racing     | 90     | +31.2095     | 23      | 0                   | 24     |
| 9         | 78 | Simona de Silvestro    | HVM Racing                   | 90     | +32.5812     | 13      | 0                   | 22     |
| 10        | 83 | Charlie Kimball (R)    | Chip Ganassi Racing          | 90     | +35.0038     | 21      | 0                   | 20     |
| 11        | 19 | Sébastien Bourdais     | Dale Coyne Racing            | 90     | +35.9883     | 20      | 0                   | 19     |
| 12        | 14 | Vitor Meira            | A. J. Foyt Enterprises       | 90     | +42.6440     | 19      | 0                   | 18     |
| 13        | 4  | J. R. Hildebrand (R)   | Panther Racing               | 90     | +44.2950     | 15      | 0                   | 17     |
| 14        | 28 | Ryan Hunter–Reay       | Andretti Autosport           | 90     | +1:00.7427   | 17      | 0                   | 16     |
| 15        | 77 | Alex Tagliani          | Sam Schmidt Motorsports      | 90     | +1:10.6879   | 12      | 0                   | 15     |
| 16        | 5  | Takuma Sato            | KV Racing Technology - Lotus | 90     | +1:12.1719   | 11      | 0                   | 14     |
| 17        | 7  | Danica Patrick         | Andretti Autosport           | 89     | +1 volta     | 22      | 0                   | 13     |
| 18        | 38 | Graham Rahal           | Chip Ganassi Racing          | 88     | +2 voltas    | 10      | 0                   | 12     |
| 19        | 22 | Justin Wilson          | Dreyer & Reinbold Racing     | 62     | Contato      | 5       | 0                   | 12     |
| 20        | 17 | Raphael Matos          | AFS Racing                   | 62     | Contato      | 14      | 0                   | 12     |
| 21        | 6  | Ryan Briscoe           | Team Penske                  | 57     | Contato      | 2       | 0                   | 12     |
| 22        | 27 | Mike Conway            | Andretti Autosport           | 45     | Contato      | 16      | 0                   | 12     |
| 23        | 59 | E. J. Viso             | KV Racing Technology - Lotus | 40     | Contato      | 18      | 0                   | 12     |
| 24        | 06 | James Hinchcliffe (R)  | Newman/Haas Racing           | 40     | Contato      | 8       | 0                   | 12     |
| 25        | 18 | James Jakes (R)        | Dale Coyne Racing            | 30     | Mecânico     | 25      | 0                   | 10     |
| 26        | 34 | Sebastian Saavedra (R) | Conquest Racing              | 27     | Mecânico     | 26      | 0                   | 10     |
| Relatório |    |                        |                              |        |              |         |                     |        |

- (R) - Rookie

## Tabela do campeonato após a corrida
Observe que somente as dez primeiras posições estão incluídas na tabela.
| Pos | Var     | Piloto              | Pontos |
| --- | ------- | ------------------- | ------ |
| 1   | Aumento | Will Power          | 94     |
| 2   | Baixa   | Dario Franchitti    | 87     |
| 3   | Estável | Tony Kanaan         | 63     |
| 4   | Aumento | Scott Dixon         | 54     |
| 5   | Baixa   | Simona de Silvestro | 54     |

| Pos | Var     | Piloto         | Pontos |
| --- | ------- | -------------- | ------ |
| 6   | Aumento | Oriol Servià   | 52     |
| 7   | Baixa   | Takuma Sato    | 44     |
| 8   | Aumento | Marco Andretti | 44     |
| 9   | Baixa   | Alex Tagliani  | 43     |
| 10  | Baixa   | Vitor Meira    | 42     |